# جوز شائع
الجوز الشائع (الاسم العلمي: Juglans regia) ويسمى أيضا الجوز الفارسي أو الجوز الإنجليزي أو عين الجمل أو الخسف أو الفجرم أو الضبر  هو نوع من أشجار الجوز  ينتشر بين منطقة البلقان شرقا حتى جبال الهيمالايا وجنوب غرب الصين غربا [بحاجة لمصدر].

## معرض الصور

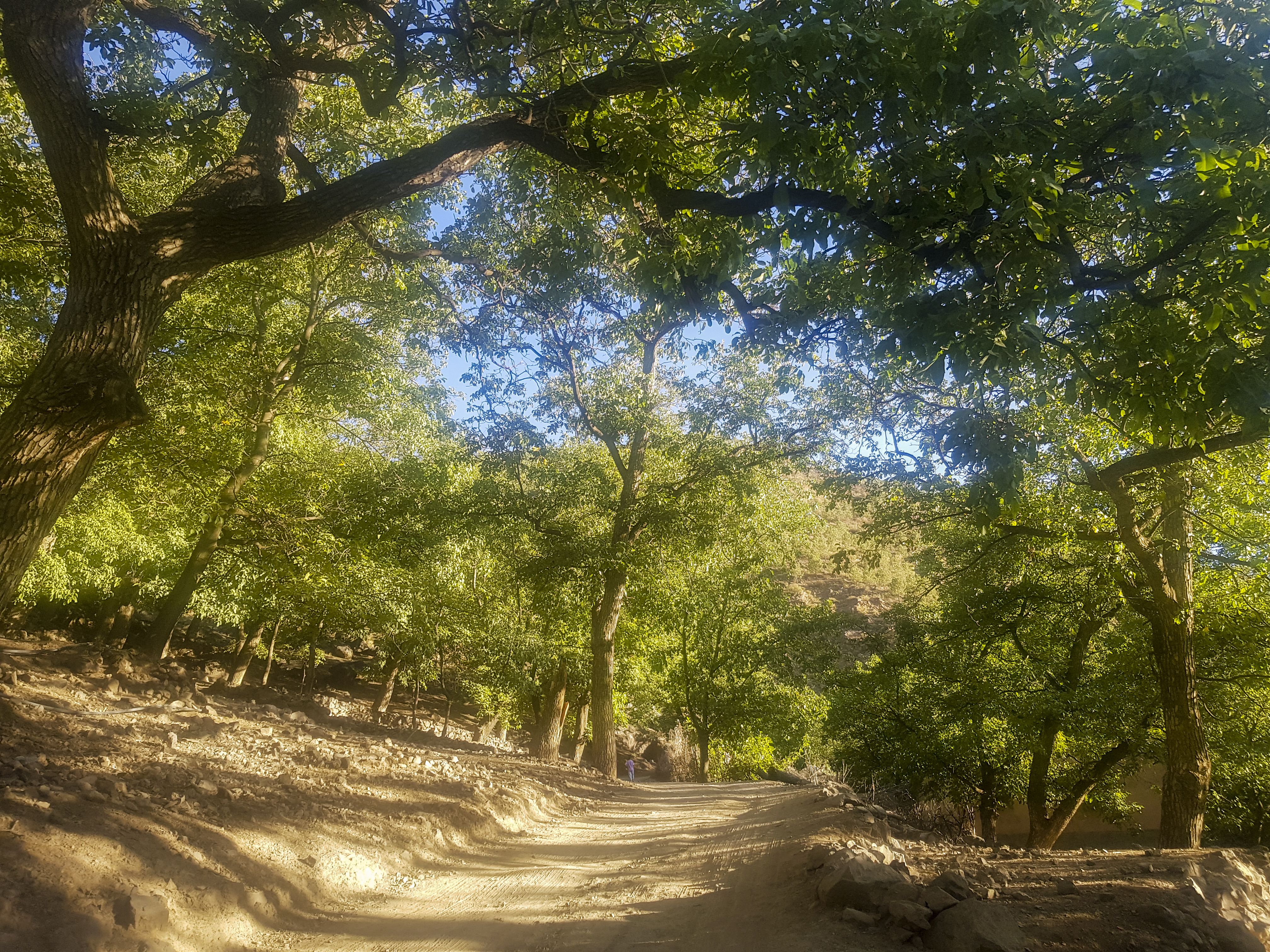
أشجار الجوز الشائع بقرية إمليل بالأطلس الكبير.